# المعتقلون الموريتانيون في غوانتانامو
في 15 مايو 2006 أعلنت وزارة الدفاع الأمريكية أنها تعتقل ثلاثة موريتانيين في غوانتانامو. بينما عدد المعتقلين الكلي هو 779 معتقل إداريًا خارج نطاق القضاء في معتقل غوانتانامو الأمريكي في كوبا منذ فتح معسكرات الاعتقال في 11 يناير 2002، وانخفص العدد إلى 160 تقريبًا في ديسمبر 2013. وفي 17 يناير 2017 أعلنت الحكومة الأمريكية أنها ما زالت تعتقل 41 معتقلًا في غوانتانامو.

## القائمة
| رقم الاعتقال | الاسم                | الصورة | تاريخ الاعتقال | تاريخ إطلاق السراح | ملاحظات |
| ------------ | -------------------- | ------ | -------------- | ------------------ | --- |
| 706          | محمد لامين سيدي محمد |        | 2002-08-05     | 2007-09-26         | تم إعادته إلى موريتانيا في 26 سبتمبر 2007. |
| 757          | أحمد ولد عبد العزيز  |        | 2002-10-28     | 2015-10-29         | تم إعادته إلى موريتانيا في 29 أكتوبر 2015. حيث كان من ضمن 53 معتقلًا تم إطلاق سراحهم في عهد باراك أوباما.                                                                                                   |
| 760          | محمدو ولد الصلاحي    |        | 2002-08-05     | 2016-10-17         | نُشر له كتاب في 2015 بعنوان "يوميات غوانتانامو"، وتصدّر الكتاب قائمة الكتب الأكثر مبيعا في الولايات المتحّدة بعد صدوره، يروي فيه قصه اعتقاله وحياته داخل المعتقل. وتم إعادته إلى موريتانيا في 17 أكتوبر 2016. |